# يوري نوزنينكو
يوري نوزنينكو (بالأوكرانية: Нужненко Юрій Іванович) مواليد 2 يونيو 1976 في كييف، الاتحاد السوفيتي، هو ملاكم محترف أوكراني يصنف ضمن فئة وزن الوسط. حقق بطولة رابطة الملاكمة العالمية.

## إحصائيات
خاض خلال مسيرته 35 نزالا، فاز في 31 وتعادل في 1 وخسر في 3. فاز بالضربة القاضية في 14 نزالا.

## روابط خارجية
- يوري نوزنينكو على موقع بوكس ريك (الإنجليزية) (registration required)